# Joaquim Augusto Kopke
Joaquim Augusto Kopke Schwerin (Severin) de Sousa, 1. Baron von Massarelos (* 25. April 1806 in Porto, Portugal; † 16. Juli 1895 ebenda) war ein portugiesischer Unternehmer, Adliger und Militär deutscher Abstammung. Er war lange das Oberhaupt der Kopke-Portwein-Dynastie und deren letztes bekanntes Mitglied.
Joaquim Augusto Kopke wurde in Porto in die bekannte Portwein-Dynastie Kopke hineingeboren, die von deutschen Auswanderern gegründet worden war. Während der Miguelistenkriege war der liberale Unternehmer an der Seite derer, die für die künftige regierende Königin Dona Maria II. da Gloria kämpften. Diese machte ihn am 21. Mai 1847 für seine Verdienste per Dekret zum ersten (und einzigen) Baron (Barão) de Massarelos.
1834 heiratete er und wurde Vater von vier Kindern. Außerdem war er Träger des Großkreuzes des Christusritterordens.
Später begründete er die Handelskammer von Porto (Associação Comercial do Porto), der er als Präsident von 1850 bis 1858 vorstand. Auch war er das letzte bekannte Familienmitglied der Dynastie, das auch noch Oberhaupt gewesen ist. Nach seinem Tod fiel das Unternehmen einer anderen Familie zu. 